# Cibranlı Halit Bey
Cibranlı Halit Bey ou Khalid Bey, en kurde Xalit Begê Cibirî ou Xalîd Beg Cîbran, est un militaire ottoman d'origine kurde, né en 1882 à Varto près de Muş (alors dans le vilayet de Bitlis), mort le 14 avril 1925 à Bitlis. Bey ou Beg est un titre de fonction. Il est le fils de Cibranlı Mahmud Bey, chef de l'importante tribu kurde sunnite des Cibran qui fournissait des soldats aux régiments de cavalerie tribale (Hamidiye). Il étudie à l'École tribale impériale à Istanbul, fondée par le sultan Abdülhamid II pour les fils des chefs tribaux arabes et kurdes loyaux à l'Empire. Par la suite, il est le premier élève kurde admis à l'École  militaire ottomane (Harbiye Mektebi en turc ottoman, actuelle Académie militaire turque). Il sert comme officier pendant la Première Guerre mondiale en Orient et participe à la campagne de Palestine puis retourne à Varto et prend la tête d'un corps de cavalerie recruté dans sa tribu afin de combattre l'Armée impériale russe dans la campagne d'Arménie. Il atteint le grade de miralay (colonel).
Après l'armistice de Moudros, il prend parti pour Mustafa Kemal lors de la guerre d'indépendance turque. Cependant, il prend ses distances avec les nationalistes turcs après la répression brutale de la révolte de Koçgiri, tribu kurde alévie du vilayet de Sivas qui réclamait la région kurde autonome promise par le traité de Sèvres (juin 1921).
Fatme, sœur de Cibranlı Halit Bey, était la femme de Cheikh Saïd Piran, chef religieux et tribal kurde de la confrérie Naqchabandiyya devenu un des principaux opposants au kémalisme. Cibranlı Halit se rapproche de l'opposition kurde et participe aux préparatifs de la révolte de Cheikh Saïd ; selon un rapport britannique, il aurait pris contact, sans succès, avec le consulat soviétique à Ourmia (Iran). Il participe à la fondation du Comité pour la liberté kurde (de) (Civata Azadiya Kurd en kurde, couramment appelé Azadi, liberté). Il est arrêté à Erzurum le 20 décembre 1924 et exécuté à Bitlis le 14 avril 1925.

## Sources et bibliographie
- (de) Cet article est partiellement ou en totalité issu de l’article de Wikipédia en allemand intitulé « Cibranlı Halit Bey » (voir la liste des auteurs) dans sa version du 21 novembre 2016.